# Ulrich Mertin
Ulrich Mertin (* 1977 in Hoyerswerda) ist ein deutscher Bratschist, Dirigent und Komponist. 

## Leben und Wirken

### Musikalische Laufbahn
Mertin studierte Bratsche und Violine am Würzburger Hermann-Zilcher-Konservatorium bei Max Speermann und an der Berliner Hochschule für Musik Hanns Eisler bei Stefan Fehlandt. Er war Stipendiat der Wiener Philharmoniker, der Internationalen Ferienkurse Darmstadt und der Internationalen Ensemble Modern Akademie. Als Solobratscher war er Mitglied des European Union Chamber Orchestra und des Ensemble Resonanz. Mertin ist regelmäßiger Gast bei internationalen Ensembles für zeitgenössische Musik, zum Beispiel Klangforum Wien, Ensemble Modern und Ensemble Musikfabrik.
Als Solist und Kammermusiker arbeitete er mit Komponisten zusammen wie György Kurtág, Helmut Lachenmann, Wolfgang Rihm, Klaus Huber, George Benjamin, Georg Katzer, Helmut Oehring, Brett Dean, Younghi Pagh-Paan Tristan Murail, Pierre Boulez und Steve Reich. Er wirkte auch als Solist bei Uraufführungen ihm gewidmeter Werke.
2009 gründete er gemeinsam mit dem Komponisten Michael Ellison das Hezarfen Ensemble in Istanbul, dessen künstlerischer Leiter er ist. Das Ensemble widmet sich der Förderung der türkischen zeitgenössischen Musikszene und ihrer Integration in die internationale Musikwelt und erhielt Einladungen zu Festivals wie MaerzMusik, Ruhrtriennale, Rotterdamer Operadagen, IKSV Music Festival Istanbul.
Mertin war von 2018 bis 2019 Fakultätsmitglied des Konservatoriums der Maltepe-Universität in Istanbul. Er gibt Meisterkurse und Workshops für Kammermusik, Zeitgenössische Aufführungspraxis.
Er komponierte die Filmmusik zu Kaan Müjdecis Kurzfilm Tag der Deutschen Arbeit (2011) Zusammen mit dem türkischen Elektronik-Künstler Erdem Helvacıoğlu veröffentlichte Mertin 2012 das elektronische Filmmusik-Album Planet X bei Innova Records.
Mertin schrieb Gastbeiträge für die Neue Zeitschrift für Musik, die Deutsche Welle, Van Outernational und den Deutschlandfunk.

### Projekte
Derzeit (Stand 2022) nimmt Mertin an einem Forschungsprojekt mit der University of Bristol über Künstliche Intelligenz und Musiker teil. Außerdem hat er mit dem in Kalkutta ansässigen Elektromusiker Varun Desai ein transkulturelles Musikprojekt, die „Beethoven – Eastern Variations“, zu Ehren des 250. Geburtstag von Ludwig van Beethoven im Jahr 2020 konzipiert und realisiert. Zusammen mit türkischen und indischen traditionellen Musikern erschufen sie eine neue Interpretation von Beethovens 7. Sinfonie, 2. Satz. „Beethoven – Eastern Variations“ wurde anlässlich des 250. Geburtstags Beethovens vom Goethe-Institut Istanbul und Kolkata initiiert und gefördert.
Mertin ist Mitglied und musikalischer Leiter des Vereins für kulturelle Bildung KÜPE e. V. Köln, der sich für ein friedliches, demokratisches und offenes Zusammenleben von verschiedenen Kulturen in Deutschland einsetzt.

### Wirken als Schauspieler
Neben seiner musikalischen und pädagogischen Arbeit ist Mertin in den vergangenen Jahren vermehrt auch als Schauspieler aktiv. Er hatte Episodenrollen in türkischen Serien-Produktionen wie Paramparça (2017) und Avlu – The Yard (2019). In dem türkischen Netflix-Film Babamın Kemanı (dt.: Die Geige meines Vaters) (2022) spielte er eine der Hauptrollen.

## Preise
- 2021 Yunus-Emre-Ahde-Vefa-Preis in der Kategorie Musik[12]

## Filmografie
- 2016: Paramparça (Serie), Folge 62 und 63 als Gastschauspieler
- 2018: Avlu (Serie), 14. Folge, als Gastschauspieler
- 2022: Babamın Kemanı – Die Geige meines Vaters